# Ноллс, Ричард
Ричард Ноллс (между 1545 и 1550, возможно, Колд-Эшби, Нортгемптоншир — июль 1610, Сэндвич, графство Кент) — английский историк-востоковед и педагог, известный своим трудом по истории Османской империи, ставшим первым подобного рода сочинением на английском языке.
Получил образование в Линкольн-колледже Оксфорда, степень бакалавра ему была присвоена в январе 1565 года (по другим данным, в конце 1564 года). После этого он стал сотрудником колледжа и в июле 1570 года получил степень магистра. Вскоре после 1571 года покинул Оксфорд, возглавив среднюю школу в Сэндвиче, Кент, основанную сэром Роджером Мэнвудом. В этой гимназии работал, по всей видимости, до конца жизни.
Заниматься историей начал в 1592 году после смерти Мэнвуда, когда сын покойного стал его покровителем. Работа Ноллса «Generall Historie of the Turkes» была опубликована после почти двенадцати лет работы в 1603 году; впоследствии она неоднократно переиздавалась вплоть до XVIII века. Несмотря на популярность османской темы у европейских историков XVI века, в Англии она стала первой работой по турецкой истории. Его сочинение высоко оценивалось Джорджем Гордоном Байроном и Сэмюэлом Джонсоном. Кроме того, в 1606 году он выполнил перевод с французского языка работы «De Republica» Бодина. Переводы на английский с латыни работ «Grammatica Latina» и «Graeca et Hebraica» принадлежат, вопреки ряду утверждений, его однофамильцу.